# (31490) Swapnavdeka
1999 CB55 (asteroide 31490) é um asteroide da cintura principal. Possui uma excentricidade de 0.14132480 e uma inclinação de 5.54767º.
Este asteroide foi descoberto no dia 10 de fevereiro de 1999 por LINEAR em Socorro.